# Рага

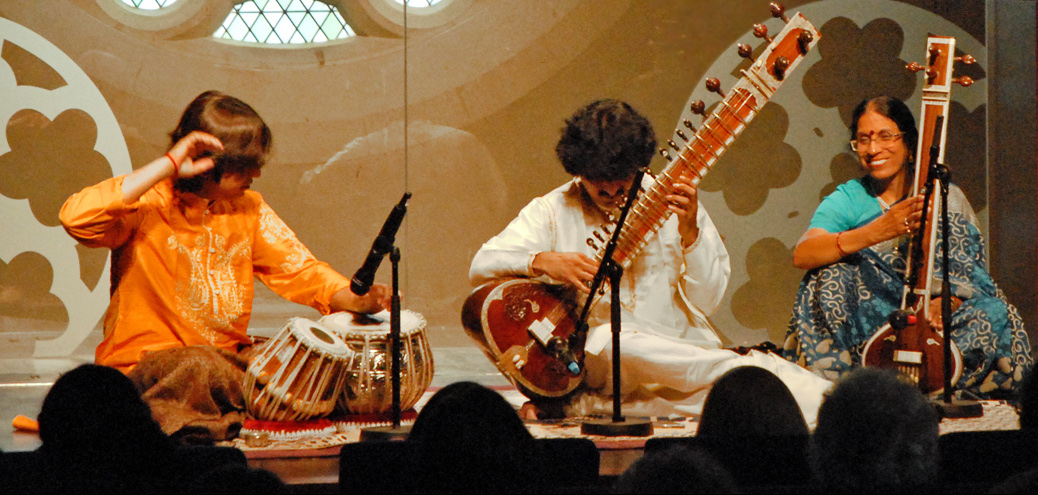
Ансамбль музыкантов исполняет рагу

Ра́га (санскр. राग, IAST: rāga букв. «окраска», «краснота», «краска»; в переносном смысле «страсть» и т. п.) в широком смысле — музыкально-эстетическая и этическая концепция, закон построения крупной музыкальной формы в рамках индийской классической музыки. В узком смысле рага — развёрнутая мелодическая композиция как инстанция мелодико-композиционной модели. Теория раги неразрывно связана с другой теорией — тала (теорией музыкального ритма).
В индийской музыке исторически сложились две основные региональные традиции раги (а также кодексы раг): тхаат в Индостане (северно-индийская) и мелакарта в Карнатаке (южно-индийская). Имея общие сходные черты, северная и южная традиции существенно различаются как по содержанию, так и по форме (например, раги, имеющие одно и то же название в обеих традициях, могут означать эстетически и музыкально различные сущности).
В связи с этим правильный метод изучения теории раг — разделение теории раг в соответствии с традициями, так как в противном случае невозможно понять и практически использовать теоретические знания о рагах. При изучении индийской музыки надо учитывать, что не только теория раг, но и теория тала (таала, талама) в северо-индийской (индостанской музыке) и южно-индийской (карнатской) музыке имеют существенные отличия, не позволяющие на практике работать двум музыкантам разных традиций вместе, исполняя одно и то же произведение.

## Классификация раг
По мере развития индийской музыкальной теории возникали различные системы классификации раг. Так, в музыке Индостана раги могли классифицироваться по сезонам или времени суток (эта практика уже не так строга в наши дни, когда утренняя рага может быть исполнена в любое другое время суток). В некоторых системах классификации музыки Индустана помимо мужского термина «рага» используется и женский, «рагини».
На сегодняшний день в музыке Индостана наиболее распространены классификации раг по используемым в них звукорядам (для справки — по индийской системе сольфеджио см. саргам):
- Пентатоники
  - автентические лады (шесть родов на основе Са-Па), называемые раги;
  - плагальные лады (шесть родов на основе Са-Ма), называемые регами;
- Октатоники с 7 сурами (саргам)[4].

Все раги являются производными от семинотных (сампурна) звукорядов, кодифицированных в тхаате (в музыке Хиндустани) и мелакарте (в музыке Карнатаки).

## Принципы построения раги в музыке Индостана
Звукоряд раги наиболее часто сводят к делению октавы на 22 неравные микрохроматические ступени (шрути), реже — на 23 или 24 ступени.
Каждая рага соответствует определенному тхату — аналогу гаммы. Для создания раги из тхата выбирается от 5 до 7 свар, которые могут располагаться друг от друга на расстоянии одного или нескольких микротонов (шрути), образуя раги с количеством звуков от 5 до 12. Исходя из выбора исполнителя, каждая свара способна иметь несколько версий высоты.
Затем выбирается «размер» раги (джати) — свары, используемые при восходящей (ароха) и нисходящей (авароха) мелодии. Рага, которая использует и в восходящей, и в нисходящей мелодии все семь свар из тхата, называется полной (сампурна).
Далее выбирается основная (или королевская) свара, называемая вади — та, которая будет чаще других повторяться в раге и будет задавать её основное настроение. Кроме основной выделяют вторую по важности свару — самвади, она будет повторяться чуть реже. Остальные суры служат в основном для украшения.
Даже при использовании для создания двух раг одного и того же тхата раги будут отличаться. Характерная для конкретной раги музыкальная фраза называется пакад, она служит «зацепкой» для того, чтобы отличить одну рагу от другой. Но также существуют раги без определенного пакада, для их описания достаточно задать тхат, джати, ароха/авароха, вади и самвади.
Каждая рага должна исполняться в определенное время суток, в это время её воздействие на слушателя и исполнителя максимально. Есть также более грубое деление — на раги первой и второй половины дня. Для первого типа характерно нахождение вади между P и S', а для второго — между S и P (то есть в верхней и нижней частях октавы соответственно). Но не существует определенной теории, следуя которой, можно добиться звучания раги «по-утреннему» или «по-ночному» — это остается уделом конкретного исполнителя.

## Раса
Раса — конечная цель раги, духовное единение слушателя и исполнителя через музыку, передача слушателю настроения и чувств конкретной раги. Считается, что раса может быть достигнута только при исполнении раги в положенное для неё время года и суток.
Одним из древнейших письменных источников, сохранившихся в Древней Индии, излагающих музыкальную теорию как часть теории ритуальной драмы, является Натья-шастра, предписывающая каждому звукоряду определенную расу.

## Исполнение раги
Инструментальный состав, необходимый для исполнения раги, может варьироваться, но, как и большая часть классической индийской музыки, рага исторически ориентирована на сольное вокальное исполнение. Инструменты, сопровождающие певца, как правило, осуществляют бурдонный аккомпанемент (танпура) и ритмическую поддержку (табла). Такая традиция преимущественно сохранялась вплоть до XX века, когда вместе с бумом индийской классической музыки на Западе наибольшую популярность снискало инструментальное исполнение (кхьял). Широкое признание Рави Шанкара на Западе благодаря его совместным выступлениям с Али Акбар Ханом также повлекло за собой зарождение практики джугалбанди (инструментального ансамблевого исполнения), до этого редко имевшей широкое распространение.
Рага имеет неопределенную длительность (впрочем, традиционно измеряемую часами), и обычно её изложение проходит в несколько разделов:
- Алап (или алаап, алапана) — абстрактное вступление, где происходит раскрытие раги. Музыкант на этом этапе как бы готовит слушателя к её дальнейшему развитию. Этот этап характеризуется отсутствием четкого ритмического пульса и ударных инструментов, свободной импровизацией. Обычно аккомпанемент включает в себя только танпуру.

- Джала — раздел, добавляемый только при исполнении раги на струнных музыкальных инструментах, имеющих дополнительные (аккомпанирующие) струны, например на ситаре. Характеризуется быстрым «переигрыванием» между основными и дополнительными струнами, создающим эффектный и красивый звук.

- Джор (или джод) — раздел раги, в котором мелодические фигурации обретают ритмическую пульсацию, подготавливая слушателя к появлению некоего таала (грубо соответствующего западному понятию музыкального размера), обеспеченного при поддержке ритмического аккомпанемента перкуссии (в индостанской музыке это чаще всего табла).

- Гат — раздел, подчиненный таалу, где в аккомпанемент включается табла. Основная часть раги, темп которой может варьироваться (в зависимости от конкретной раги). Именно в этой части часто повторяется и обыгрывается пакад — характерный для раги мелодический оборот.

Таким образом, структура раги следующая: сначала идет алап, затем возможна джала, затем джор и/или гат, и в конце может опять идти алап.

## Примеры раг
Трактат «Натья Шастра», записанный примерно между II и IV веками н. э., перечисляет шесть главных раг, которые от ноты до в западной музыкальной нотации выглядят так:
- «Бхайрав» — C, Db, E, F, G, Ab, B, C
- «Шри» — C, Db, E, F#, G, Ab, B, C
- «Малкаунс» — C, Eb, F, Ab, Bb, C
- «Хиндол» — C, E, F#, A, B, C
- «Дипак» — C, Db, E, F#, A, B, C
- «Мегх» — C, D, F, G, A, C

В терминах саргам они выглядят так:
- «Бхайрав» — Са, комаль Ре, Га, Ма, Па, комаль Дха, Ни
- «Шри» — Са, комаль Ре, Га, тивра Ма, Па, комаль Дха, Ни
- «Малкаунс» — Са, комаль Га, Ма, комаль Дха, комаль Ни
- «Хиндол» — Са, Га, тивра Ма, Дха, Ни
- «Дипак» — Са, комаль Ре, Га, тивра Ма, Дха, Ни
- «Мегх» — Са, Ре, Ма, Па, Дха